# クローリー湖

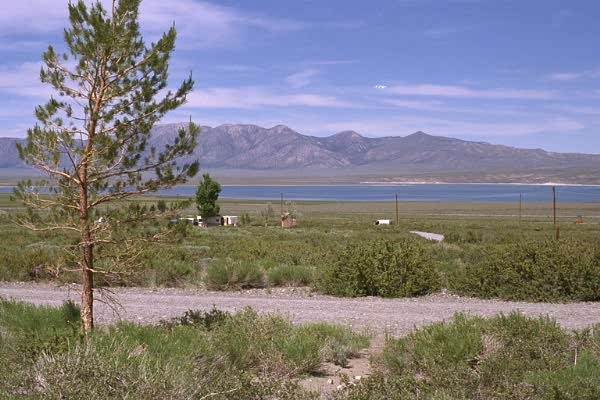
クローリー湖（Crowley Lake）

クローリー湖（クローリーこ、英: Crowley Lake）とは、アメリカ合衆国カリフォルニア州モノ郡南部、オーエンズ川上流にある貯水湖である。1941年にロサンゼルス水道電力局によって、ロサンゼルス上水路のための貯水および洪水調節を目的として建設された。